# Ascensor

Pictograma de ascensor

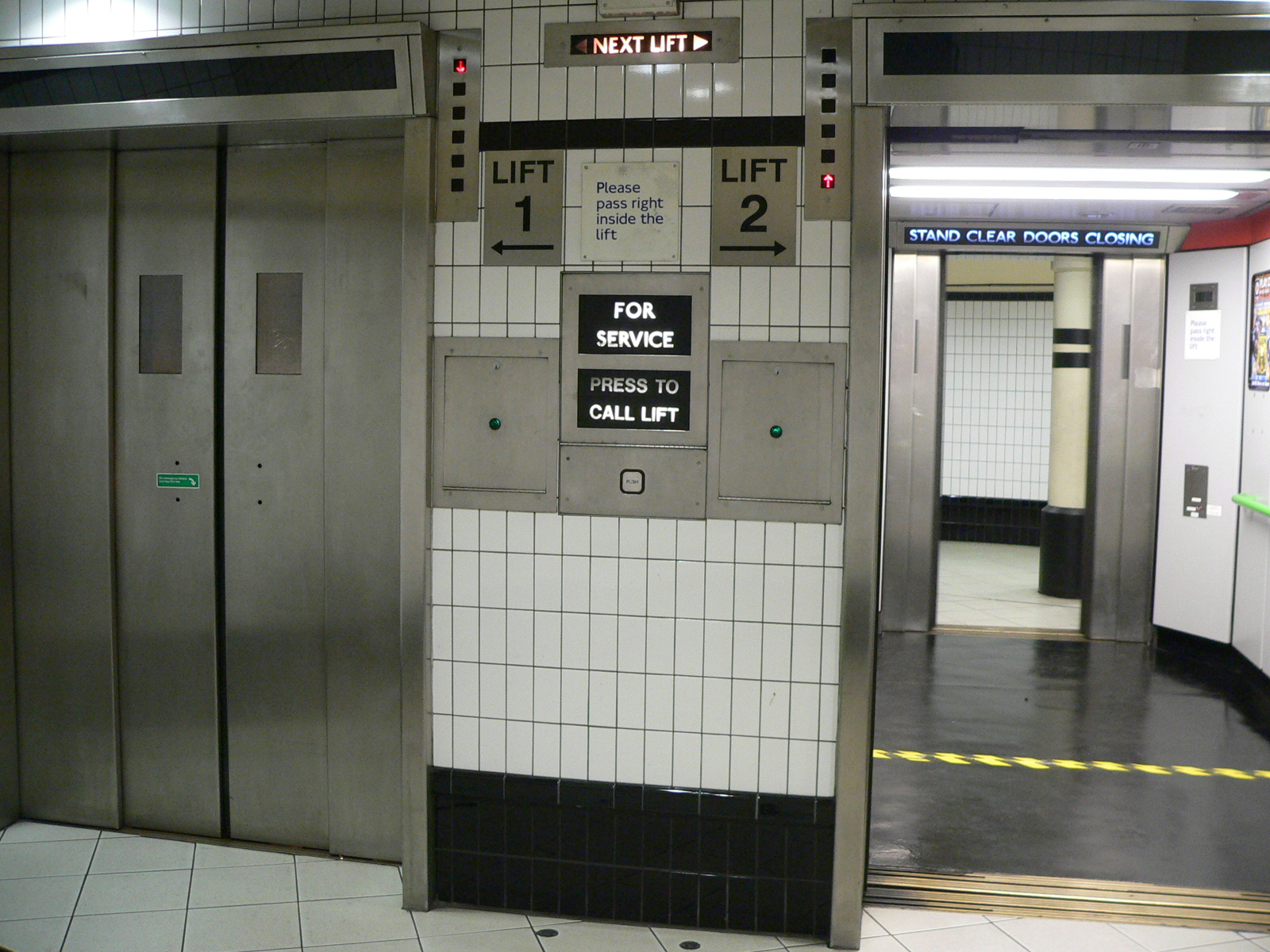
Dos ascensores en la estación Borough, del metro de Londres. Las flechas indican la posición de cada ascensor y sentido de la marcha

Un ascensor  o elevador es un sistema de transporte vertical u oblicuo, diseñado para mover principalmente personas entre diferentes niveles de un edificio o estructura. Cuando está destinado a trasladar objetos grandes o pesados, se le llama también montacargas. Está formado por partes mecánicas, eléctricas y electrónicas que funcionan en conjunto para ponerlo en marcha.
De acuerdo a su método de funcionamiento existen dos tipos: el ascensor electromecánico y el ascensor hidráulico u oleodinámico.

## Historia

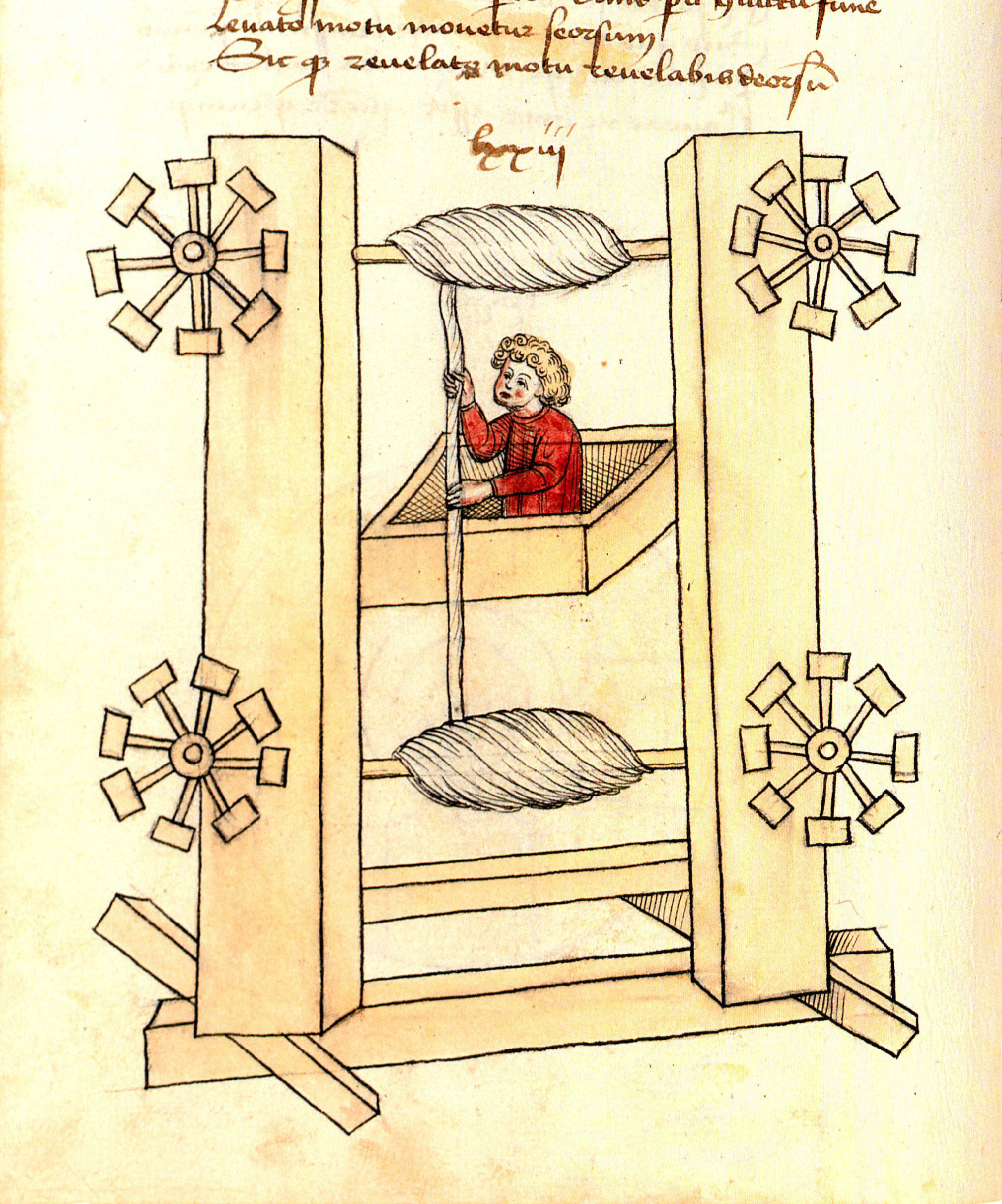
Elevador diseñado por el ingeniero germano Konrad Kyeser (1405).

La primera referencia a un ascensor aparece en las obras del arquitecto romano Vitruvio, quien sostiene que Arquímedes (ca. 287 a. C. – ca. 212 a. C.) había construido el primer elevador  probablemente en el año 236 a. C. Fuentes literarias de épocas posteriores mencionan ascensores compuestos de cabinas sostenidas con cuerda de cáñamo y accionadas a mano o por animales. Se estima que ascensores de ese tipo estaban instalados en un monasterio del Sinaí (Egipto).
Hacia el año 1000, en el Libro de los Secretos escrito por Ibn Jalaf al-Muradí, de la España islámica se describe el uso de un ascensor como dispositivo de elevación, a fin de subir un gran peso para golpear y destruir una fortaleza.
Ya durante el siglo XVII, había prototipos de ascensores en algunos edificios palaciegos ingleses y franceses.
Los ascensores antiguos y medievales utilizaban sistemas de tracción basados en el mecanismo de la grúa. La invención de otro sistema basado en la transmisión a tornillo, fue tal vez el paso más importante en la tecnología del ascensor desde la antigüedad, que finalmente condujo a la creación de los ascensores de pasajeros modernos. El primer modelo fue construido por Ivan Kulibin e instalado en el Palacio de Invierno en 1793, mientras que varios años más tarde, otro ascensor Kulibin fue instalado en Arcángel, cerca de Moscú. En 1823, se inaugura una «cabina de ascensor» en Londres.

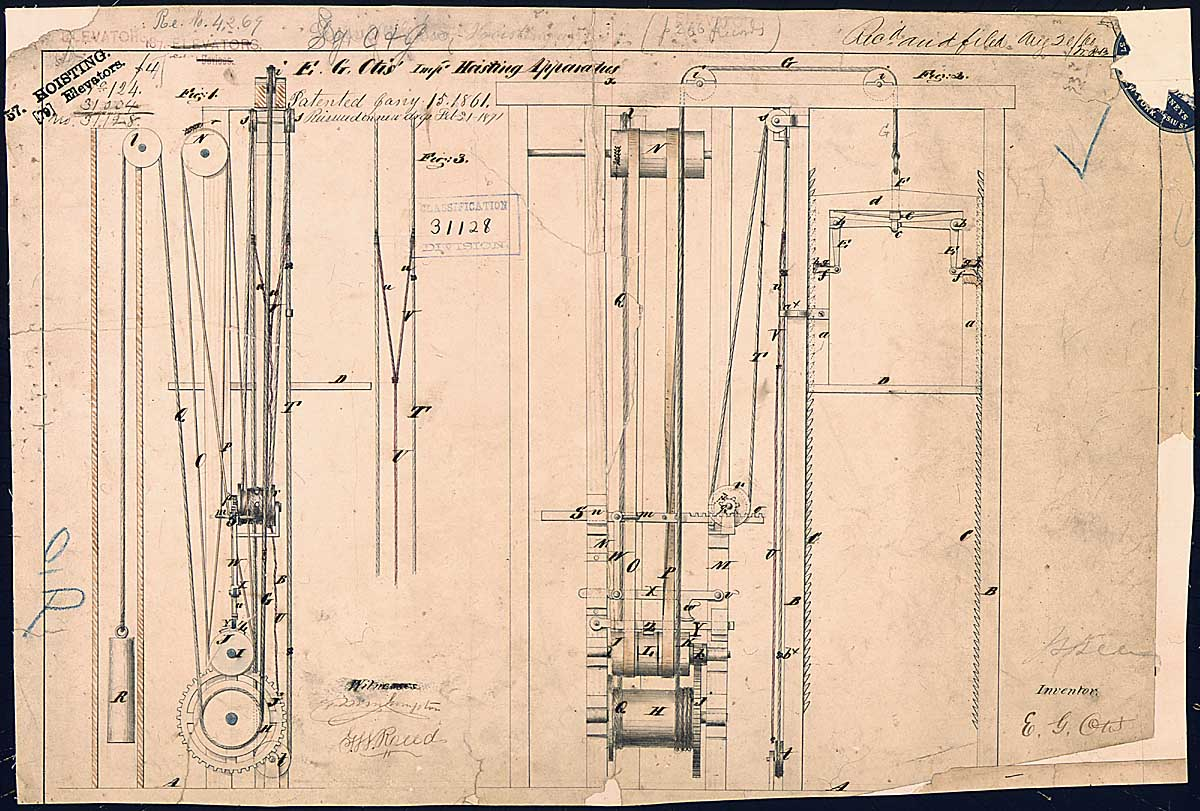
Ascensor de Elisha Otis, patente del 15 de enero de 1861.

En 1851, Waterman inventó el primer prototipo de montacargas. Se trataba de una simple plataforma unida a un cable, para subir y bajar mercancías y personas. En 1867, el ingeniero francés Félix Léon Edoux inventó un elevador hidráulico al que bautizó con el nombre de "ascenseur" (ascensor). Para la Exposición Universal de París de 1878, Edoux construyó un ascensor con capacidad para 80 personas, que se instaló en la torre del Palacio del Trocadero. Edoux fue el encargado de crear el ascensor hidráulico que conectaba el segundo piso, con la cima de la Torre Eiffel, y que funcionaría hasta 1983.
A medida que se fueron construyendo edificios más altos, la gente se sintió menos inclinada a subir escaleras largas. Los grandes almacenes comenzaron a prosperar, y surgió la necesidad de un aparato que trasladara a los clientes de un piso a otro con mínimo esfuerzo. 
El montacargas inspiró al estadounidense de Vermont, Elisha G. Otis, para inventar un elevador con un sistema dentado, que permitía amortiguar la caída del mismo en caso de que se cortara el cable de sustento. Fue la primera demostración de un sistema de seguridad para elevadores de pasajeros. 
Por extraño que parezca, el talento de Elisha Otis como diseñador se descubrió mientras trabajaba como maestro mecánico en una fábrica de armazones de camas de Albany (estado de Nueva York). Inventó varios dispositivos que ahorraban trabajo, y por eso fue enviado a Yonkers (Nueva York), donde podría utilizarse mejor su aptitud. Allí diseñó y construyó este primer ascensor con mecanismo automático de seguridad en caso de que hubiera alguna avería en el cable. En 1853 ya había establecido su propio negocio para fabricar ascensores, la compañía Otis Elevator Company, que aún existe en la actualidad y es la mayor compañía de ascensores del mundo ya que ha instalado 2,5 millones de elevadores y escaleras mecánicas por todo el planeta. Al año siguiente Otis demostró este invento en una exposición que se llevó a cabo en Nueva York.
El 30 de agosto de 1957 se aplicó un sistema de puertas automáticas en los ascensores de pasajeros, lo que permitió prescindir de puertas actuadas manualmente.
Otro tipo de ascensor es el conocido como paternoster; consiste en una serie de cabinas abiertas, de capacidad limitada, que se mueven lentamente por dos huecos contiguos. Por uno suben las cabinas y, al llegar a la parte superior, se cambian al otro hueco por el que bajan en un ciclo continuo, sin detenerse. Los pasajeros suben y bajan en marcha. Era muy práctico en lugares de mucha circulación de personas entre pisos, aunque tenía problemas de seguridad, por lo que fue sustituido por las escaleras mecánicas, mucho más seguras.

### Ascensores en el mundo
Los comercios pronto se dieron cuenta del potencial del invento, y en 1857 se instaló el primer ascensor de pasajeros en un gran almacén ubicado en la avenida Broadway, esquina calle Broome, en la ciudad de Nueva York, Estados Unidos. Movido a vapor, este elevador subía cinco pisos en menos de un minuto. En aquel entonces, eso era rápido. En contraste con eso, hoy los ascensores de uno de los edificios más altos del mundo, la Torre Willis, en Chicago, suben 412 metros en menos de un minuto. En la actualidad, el edificio más alto del mundo, la torre Burj Khalifa en Dubái, con 828 m de altura, tiene ascensores de la compañía Otis Elevator Company que suben la distancia más larga del mundo: 504 metros; también tiene el acceso de ascensor situado a mayor altura del mundo: a 638 metros; y el ascensor con doble cabina más rápido del mundo: 10 metros por segundo.

## Elementos constitutivos

### Cabina
La cabina es el elemento básico del sistema de ascensores. Está formada por dos partes: el bastidor o chasis y la caja o cabina, o por una cabina autoportante.

### Contrapeso
La mayoría de los ascensores tienen un contrapeso, que tiene una masa igual a la de la cabina, más la mitad de la carga máxima autorizada, para que el motor no tenga que mover toda la masa de la cabina, sino solo una fracción. Debido a ello, un ascensor vacío, pesa menos que el contrapeso. El contrapeso también está conducido por unas guías. Su función es equilibrar la carga para facilitar el trabajo del motor y no forzarlo en su funcionamiento.

### Grupo tractor en los ascensores electrodinámicos
Los grupos tractores para ascensores están formados normalmente por un motor acoplado a un reductor de velocidad, en cuyo eje de salida va montada la polea acanalada que arrastra los cables por adherencia.

### Sistema de paracaídas
En los extremos inferior o superior del bastidor de la cabina, se encuentra el sistema de paracaídas, ya sea instantáneo o progresivo. Este libera unas cuñas contra las guías para frenar la cabina en caso de que baje a una velocidad mayor que la permitida por el limitador, impidiendo así que la cabina caiga libremente incluso en el caso de que se cortaran todos los cables que la sujetan. En los ascensores modernos y según normativa de cada país o región también frena en subida.
En ocasiones, se instala también un sistema de frenado en el contrapeso. Por ejemplo, cuando debajo del suelo del foso hay zona de paso de personas como un estacionamiento de automóviles. Si el contrapeso que puede pesar 700 kg cayera en caída libre podría romper el suelo del foso y dañar a personas que estuvieran en la zona de debajo del ascensor.

### Cuadro control de maniobras
El control de los sistemas de ascensores se realiza mediante sistemas electrónicos, encargados de hacer funcionar la dirección de movimiento de la cabina y de seleccionar los pisos en los que esta deba detenerse.
En 1862 la compañía de ascensores Otis inventó el primer sistema de control con «memoria» para grupos de ascensores, lo que permitió su automatización y prescindir de los ascensoristas.
Actualmente, los controles de ascensores funcionan con microprocesadores electrónicos que mediante algoritmos de inteligencia artificial determinan la forma de administrar la respuesta a los pedidos de llamadas coordinando la operación de los distintos equipos.
Los cuadros de maniobra actuales tienen un sistema de información de errores, que en caso de avería muestran en una pantalla el código de error de tal forma que el mecánico del ascensor sepa cuál ha sido el motivo de que el ascensor se detuvo. 
Un ascensor cuenta con múltiples dispositivos de seguridad para evitar cualquier riesgo de accidentes y en cuanto cualquier dispositivo falla el ascensor queda automáticamente detenido. Cualquier elevador por antiguo que sea tiene contactos en: las puertas exteriores, puertas de cabina, contacto de rotura de cables (actualmente ya no se montan), de disparo de polea del limitador superior,  de aflojamiento de cable en polea de limitador inferior, de acuñamiento en cabina, etc. En cuanto cualquiera de estos contactos falle, el ascensor se parará indicando el contacto o dispositivo que ha fallado.

## Dispositivos de seguridad
La seguridad del sistema es un elemento clave en los ascensores. Para maximizar la seguridad se emplean varios dispositivos específicos:

### Enclavamiento electromecánico de las puertas
En el acceso a los pisos, que hace imposible la apertura de todas las puertas de acceso excepto la del piso en que se halla detenida la cabina.
Todas las cerraduras, una en cada rellano, tienen un fleje o un brazo con una ruedita, que al ser oprimido permite el destrabe de la puerta, y solo cuando está mecánicamente trabada mediante el gancho de doble uña, se cierra el contacto eléctrico del enclavamiento que permite que llegue alimentación a las bobinas de los contactores, y se permite el movimiento del ascensor. Hay dos tipos de mecanismos que permiten abrir las puertas exteriores cuando la cabina llega a planta. En los ascensores antiguos hay un elemento llamado electroleva, que es el encargado de oprimir el fleje de la puerta del piso de destino. Esta electroleva es retráctil, es decir, viaja con la cabina retraído para no oprimir los flejes de cada piso por el que va pasando (lo que permitiría la apertura de cada una de las puertas y la detención del ascensor), por lo que solo cuando el control de maniobras le indica mediante una señal eléctrica que la cabina se encuentra en la parada pertinente, la electroleva se expande y acciona el fleje de la puerta correspondiente. El proceso inverso se da cuando el ascensor es requerido desde otro sitio: la electroleva se retrae antes de la partida y solo se expande al llegar a él. En los ascensores modernos hay otro tipo de mecanismos. Si las puertas exteriores son automáticas, es decir se abren por sí mismas, una de las hojas de cabina lleva instalado un patín retráctil que abre la puerta exterior al mismo tiempo que abre la interior de la cabina. Si las puertas exteriores son manuales o semi-automáticas (las abre la persona que va a entrar en el ascensor y se cierran solas), las puertas de cabina incorporan un patín que empuja la polea de la cerradura o palanca del enclavamiento para permitir abrir la puerta exterior.

### Paracaídas de rotura o desequilibrio de cables de tracción (a. electrodinámicos)
Existen instantáneos y también progresivos, para ascensores de alta y media velocidad. Consiste en un sistema de palancas cuyo movimiento acciona unas cuñas o rodillos que se encuentran en una caja junto a las guías (caja de cuñas). Cuando se da la caída de la cabina o sobrepasa la velocidad nominal , las guías son mordidas por las cuñas o rodillos y se produce la detención de la cabina.

### Limitador de velocidad (a. electrodinámicos) (gobernador de velocidad)
Lo componen dos poleas: una instalada en el cuarto de máquinas y otra alineada verticalmente con la primera en el fondo del hueco. A través de ambas pasa un cable de acero cuyos extremos se vinculan, uno a un punto fijo del bastidor de la cabina, y otro a un sistema de palancas cuyo extremo se encuentra en la parte superior del bastidor. El cable acompaña a la cabina en todo momento y es absolutamente independiente de los cables de tracción, es decir, no interviene en la sujeción de la cabina y el contrapeso. En la polea superior del limitador se produce la detención brusca del cable cuando la velocidad de dicha polea (y por tanto la de la cabina) supera el 25% de la velocidad nominal. El cable limitador activa el sistema de palancas, llamado paracaídas. Asimismo incorpora un contacto eléctrico tanto en el mecanismo de acuñamiento de la cabina como en la polea superior que corta la serie principal para evitar que el motor siga funcionando una vez que la cabina ha quedado «clavada» a las guías mediante el mecanismo de acuñamiento. Este mecanismo fue patentado por Rubén Lorenzo Curiel en 1853.

### Finales de carrera
Interrumpen la alimentación cuando la cabina rebasa los extremos en ascenso o en descenso.

### Seguridades mecánicas de recorrido
La cabina de un ascensor eléctrico no puede aplastarse nunca contra el techo del hueco dado que poco después de sobrepasar el final de carrera de subida, el contrapeso ya se apoya en el muelle del foso y la polea tractora que mueve los cables, pierde la tracción.
En un ascensor hidráulico pasa lo mismo, pero por la medida del pistón. Pocos centímetros después que la cabina pase el final de carrera superior, en vástago del pistón no se puede extender más puesto que hace tope dentro del pistón y en los topes de las guías. 

### Dispositivo de parada de emergencia
Interrumpe la maniobra, corta la alimentación del grupo tractor y actúa el freno. Permite la detención del ascensor dejando sin efecto los mandos de cabina y pisos. Normalmente deja bajar la cabina a la parada más baja. Si nos referimos al STOP o PARADA normalmente debe dejar parar la cabina en la parada siguiente tanto hacia arriba como abajo. Este sistema de emergencia también se puede denominar "Rescata-matic". En ascensores antiguos, la pulsación del botón de PARADA o STOP, producía una detención instantánea de la cabina, pudiendo el viajero quedar atrapado entre dos pisos sin posibilidad de salida. En los modelos actuales, este botón ha dejado de existir en los tableros de cabina, quedando únicamente el botón de alarma como dispositivo de emergencia en manos del usuario.

### Timbre de alarma
Para que lo utilicen los pasajeros en caso de emergencia. En los ascensores actuales está conectado a una línea de teléfono desde la que se puede solicitar asistencia en caso de quedar atrapado.
- Funcionamiento: Cuando se produce un corte de suministro eléctrico, se enciende automáticamente el alumbrado de socorro en el interior de la cabina, la alarma electrónica continua en disposición de funcionamiento debido a su propia alimentación con acumuladores. Cuando se restablece el suministro, se apaga el alumbrado de socorro y el equipo inicia su recarga automáticamente.

### Luz de emergencia
Ilumina la cabina en caso de que el alumbrado normal sea interrumpido. 
Debe existir una fuente de socorro, de recarga automática que sea capaz de alimentar al menos una lámpara de un vatio durante una hora, en el caso de interrupción de la corriente de alimentación del alumbrado normal. El alumbrado de emergencia debe conectarse automáticamente desde que falle el suministro del alumbrado normal.

### Sistema de pesacargas
En los ascensores modernos suele instalarse un dispositivo llamado pesacargas. La función de este elemento es evitar que el ascensor mueva más peso del máximo permitido, evitando así el desgaste excesivo del grupo tractor y los frenos. Hay varios tipos de sistema de pesacargas y en la actualidad todos ellos son digitales, por lo que tienen una exactitud bastante elevada. 
En ascensores antiguos a los que quiera adaptarse un sistema de pesacargas, se suele emplear un mecanismo que consta de unos sensores que se adaptan en los cables de tracción y una centralita que recoge la información dada por los sensores. Esta centralita está conectada a su vez a la caja de revisión del ascensor, por lo que el cuadro de maniobra sabe en cada momento si el ascensor tiene más peso del permitido.
En los ascensores nuevos, el sistema es parecido, pero los sensores se colocan entre el suelo de la cabina y el chasis, permitiendo una exactitud todavía mayor.
Los cuadros de maniobra tienen 3 estados diferentes en lo que al pesacargas se refiere:
- Normal: La cabina tiene menos peso del máximo permitido, por lo que todos los sistemas funcionarán normalmente.
- Completo: El ascensor ha llegado al peso máximo permitido, por lo que el cuadro de maniobra permitirá a la cabina hacer el viaje programado, pero no permitirá que nadie más entre en la cabina hasta que no baje uno de los pasajeros o carga. En caso de ascensores con maniobra selectiva (el ascensor va recogiendo pasajeros según suba o baje), no parará en ninguna planta hasta que el estado del pesacargas vuelva a ser normal, es decir, hasta que alguna persona o carga salga de la cabina.
- Exceso de carga: El ascensor no permitirá ningún viaje hasta que alguna persona o algún bulto salga de la cabina. En este caso suele haber una indicación luminosa y sonora que indica el estado de exceso de carga. Las puertas no se cerrarán y el ascensor no se moverá hasta que vuelva al estado normal.

## Mecanismos
La construcción y característica de los grupos tractores y de los motores con que estos van equipados, varían según sea la velocidad nominal del ascensor y del servicio que deben prestar.

### Ascensor de tracción eléctrica
Se le llama así al sistema en suspensión compuesto por un lado por una cabina, y por el otro por un contrapeso, a los cuales se les da un movimiento vertical mediante un motor eléctrico. Todo ello funciona con un sistema de guías verticales y consta de elementos de seguridad como el amortiguador situado en el foso (parte inferior del hueco del ascensor) y un limitador de velocidad mecánico, que detecta el exceso de velocidad de la cabina para activar el sistema de paracaídas, que automáticamente detiene el ascensor en el caso de que esto ocurra. 
El ascensor eléctrico es el más común para transporte de personas a baja y alta velocidad (superior a 0,8 m/s), elevadores con alta exigencia de confort (hospitales, hoteles) o elevadores que sirven más de 6 pisos.

#### Una velocidad
Los grupos tractores con motores de una velocidad solo se utilizan para ascensores de velocidades no mayores de 0,7 m/s. Por lo general, se instalan en ascensores de viviendas de 300 kg o 4 personas de carga máxima.
Su nivel de parada es muy impreciso y varía mucho con la carga, incluso es distinto en subida como en bajada. En muchos países está prohibida su instalación para nuevos ascensores por su falta de precisión en la parada.

#### Dos velocidades
Los grupos tractores de dos velocidades poseen motores trifásicos de polos conmutables, que funcionan a velocidad rápida y otra lenta según la conexión de los polos. De esta manera se obtiene con una velocidad de nivelación baja un frenado con el mínimo de error (aproximadamente 10 mm de error) y un viaje más confortable.
Estos grupos tractores en la actualidad están siendo retirados, ya que consumen demasiada energía y son algo ruidosos.

#### Variación de frecuencia
La aceleración en la arrancada y la desaceleración antes de que actúe el freno se llevan a cabo mediante un variador de frecuencia acoplado al cuadro de maniobra. El freno actúa cuando el ascensor está prácticamente parado y se consigue así una nivelación y un confort que superan incluso los del sistema de dos velocidades.

### Ascensor hidráulico u oleodinámico
En los ascensores hidráulicos el accionamiento se logra mediante una bomba, acoplada a un motor eléctrico, que inyecta aceite a presión, por unas válvulas de maniobra y seguridad, desde un depósito a un cilindro, cuyo pistón sostiene y empuja la cabina, para ascender. En el descenso se deja vaciar el pistón del aceite mediante una válvula con gran pérdida de carga para que se haga suavemente. De este modo el ascensor oleodinámico solamente consume energía en el ascenso. Por el contrario, la energía consumida en el ascenso es cuatro veces superior a la que consume el ascensor electromecánico, por lo que el resultado es que, por término medio, consumen más o menos el doble que estos. Este tipo de ascensor, no tiene contrapeso.
El grupo impulsor realiza las funciones del grupo tractor de los ascensores eléctricos, y el cilindro con su pistón la conversión de la energía del motor en movimiento.
El fluido utilizado como transmisor del movimiento funciona en circuito abierto, por lo que la instalación necesita un depósito de aceite. La maquinaria y depósito de este tipo de ascensor pueden alojarse en cualquier lugar, situado a una distancia de hasta 12 metros del hueco del mismo, con lo cual permite más posibilidades para instalar este ascensor en emplazamientos con limitación de espacio.
Son los más seguros, más lentos y los que más energía consumen, aunque son los más indicados para instalar en edificios sin ascensor.

### Ascensor sin cuarto de máquinas
Actualmente se está generalizando el ascensor eléctrico sin cuarto de máquinas o MRL (Machine Room Less). Las ventajas desde el punto de vista arquitectónico son claras: el volumen ocupado por la sala de máquinas de una ejecución tradicional desaparece, ahorrando los costes de la tradicional sala de máquinas, pudiendo ser aprovechada para otros fines o haciendo posible que se pueda llegar con el ascensor hasta la terraza o planta más alta donde anteriormente se situaba la sala de máquinas. En este tipo de ascensores se suelen utilizar motores gearless de imanes permanentes, accionados mediante una maniobra con control por variador de frecuencia, situados en la parte superior del hueco sobre una bancada directamente fijada a las guías, que están ancladas a cada forjado. Con ello, las cargas son transferidas al foso en lugar de transmitirse a las paredes del hueco, evitando así vibraciones y molestias a las viviendas adyacentes.

### Ascensores Twin (gemelos)
La empresa alemana ThyssenKrupp Elevator es el primer fabricante de ascensores en inventar e implantar un sistema de dos cabinas viajando independientemente en un mismo hueco de ascensor. Gracias a un extraordinario trabajo de ingeniería y un avanzado sistema de control, con un concepto de alta seguridad, es posible que operen las dos cabinas de forma independiente, creándose inmensos beneficios potenciales para su uso en nuevas instalaciones y en modernizaciones de edificios.
El corazón del sistema es un control de selección de destino, capaz de asignar de manera inteligente a cada ascensor las llamadas de los distintos pisos. Cuando un usuario llama a un ascensor desde el pasillo, antes de que el pasajero entre allí, recoge la información de la planta en la que está y a la que se dirige, y le asigna el elevador más adecuado para su trayecto.
La ventaja principal de este sistema, es que incrementa la capacidad de transporte de los ascensores del edificio, utilizando un menor volumen de construcción y de espacio.

## Algoritmos de maniobras

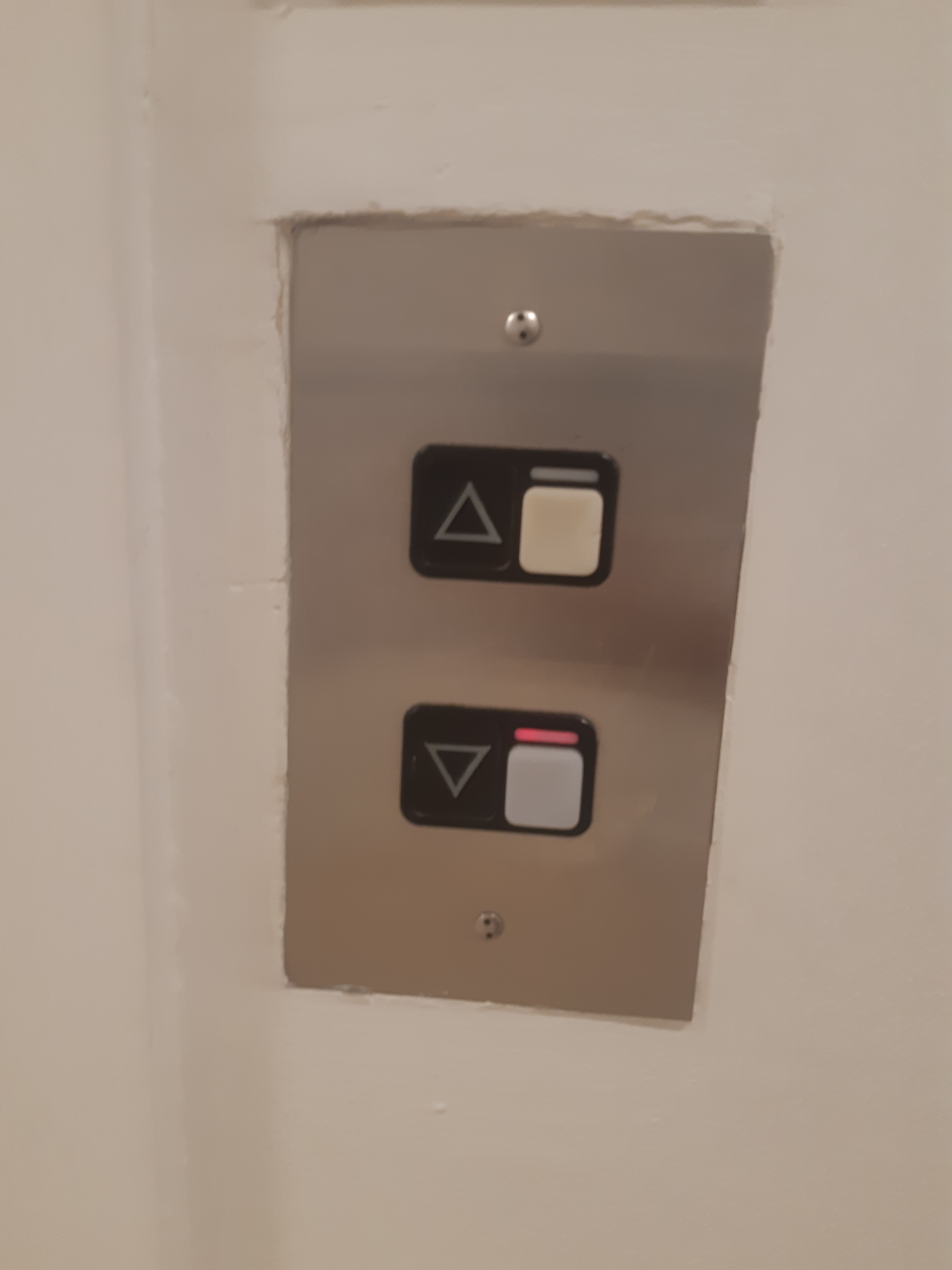
Botonera intermedia de un ascensor.

Para lograr un funcionamiento más eficaz, los sistemas de ascensores más modernos poseen una memoria que almacena los pedidos de llamada y los atienden priorizando las peticiones que están en dirección al coche, según distintos algoritmos de funcionamiento:

### Colectiva descendente
Las botoneras colocadas en los pasillos de los pisos intermedios poseen un solo botón.
En subida:
El ascensor va deteniéndose en todos los pisos marcados desde la cabina, pero no atiende ninguna llamada de piso, salvo la del piso más alto por encima del último registrado por los pasajeros. Una vez llegada la cabina al último piso cuya llamada haya sido registrada, y pasado un tiempo sin nuevos pedidos, el ascensor cambia de dirección.
En bajada:
El ascensor va deteniéndose en todos los pisos registrados en la cabina y también atiende los pedidos de llamada de los pisos, que supone son de bajada, hasta llegar al piso inferior que tenga un pedido de atención. En caso de que el ascensor disponga de dispositivo pesacargas el ascensor no parará en las plantas intermedias si la cabina tiene la carga completa.

### Colectiva ascendente-descendente
Las botoneras colocadas en los pasillos de los pisos intermedios poseen dos botones: uno para pedidos de subida y otro para bajada.
En subida:
El ascensor va deteniéndose en todos los pisos marcados desde la cabina y también en los pedidos de piso marcados como subida, pero no los de bajada. Al llegar al piso más alto por encima del último registrado por los pasajeros o desde los rellanos, y pasado un tiempo sin nuevos pedidos, el ascensor cambia de dirección.
En bajada:
El ascensor va deteniéndose en todos los pisos registrados en la cabina y también atiende los pedidos de llamada de los pisos en bajada pero no los de subida, hasta llegar al piso inferior que tenga un pedido de atención.

## Sistema de coordinación
Los ascensores modernos disponen de sistemas avanzados de inteligencia artificial con algoritmos lógicos que maximizan el rendimiento de los equipos coordinando las operaciones de cada uno, para lograr acelerar la atención de llamadas y aumentar la capacidad de transporte.
Este modo de funcionamiento, llamado en batería, logra una máxima eficiencia mediante índices que calculan varias veces por segundo las circunstancias de funcionamiento en que se halla cada equipo, decidiendo cuál de todos posee una situación más ventajosa frente al conjunto para atender el pedido de llamada.
Los equipos de última generación emplean un microprocesador especialmente para realizar la tarea de coordinación, debido a la gran cantidad de variables y datos en tiempo real que tienen en cuenta los complejos algoritmos.

## Cómo se frena un ascensor en caso de accidente
En teoría un cuerpo que cayera de 443 m de altura se precipitaría a una velocidad de 320 km/h. Pero esos ascensores están dotados de mecanismos de seguridad.
El perfeccionamiento de los ascensores modernos tuvo sus orígenes en 1854, cuando el ingeniero estadounidense Elisha Graves Otis instaló el primer mecanismo de seguridad en un elevador de carga, en la exposición del Palacio de Cristal en New York. Antes, los elevadores de ese tipo eran muy inseguros: sus cables se rompían con frecuencia y, en ocasiones se producían accidentes mortales.
Con cierto espíritu teatral, Otis hizo una demostración de su elevador: se subió en él, junto con cajas, barriles y demás cargas; luego ordenó que cortaran el cable. En los montacargas anteriores, esto hubiera sido mortal. Pero el mecanismo de seguridad funcionó y el elevador se detuvo inmediatamente.
¿El secreto de Otis? Un muelle recio fijado en la parte superior de la plataforma del elevador. Al subir la plataforma, el muelle se arqueaba y sus extremos no tenían contactos con los rieles guía que había en cada lado. Pero al cortar el cable, el muelle recuperaba su forma y sus extremos se trababan en los rieles evitando así el desplome.
En 1857, Otis instaló el primer elevador de pasajeros, en un edificio de cinco pisos de Broadway, New York. La invención del elevador de seguridad fue un factor decisivo en la aparición de los rascacielos. Antes los edificios eran de un máximo de seis pisos, ya que la gente se oponía a subir demasiadas escaleras, por lo agotador.
El elevador de pasajeros y las técnicas de construcción con estructuras de hierro, proporcionaron los medios para las edificaciones de gran altura.
Los ascensores modernos no difieren en esencia del modelo Otis. Consisten en una cabina que se iza, mediante cables de acero, por dos rieles guía, y cuentan además con un mecanismo de seguridad que impide el desplome.
Los cables salen de la cabina y van hasta una polea situada en la parte superior del cubo del elevador, y que es accionada por un motor. Los cables bajan por la fuerza de un contrapeso que corre por rieles guía. 

### Limitador de velocidad
Un componente clave de la protección es el limitador de velocidad, que está unido por medio de un cable al dispositivo de seguridad montado debajo de la cabina del elevador.
El limitador se sirve de la velocidad, cuando alcanza una velocidad superior a la velocidad nominal del elevador este dispositivo se enclava a su vez y por medio de la fricción jala al cable y este activa al sistema de paracaídas montado en la parte inferior de la cabina, momentos antes de que se enclave el limitador de velocidad se activa un contacto eléctrico lo cual manda una señal al control para detener el equipo eléctricamente, en caso de que no funcione este contacto se activa el limitador de velocidad, entonces tenemos dos formas de detener el elevador una es mecánica por medio del paracaídas y otro es eléctrico por medio de los contactos eléctricos. El primero en accionarse es el contacto eléctrico si no funciona se detiene mecánicamente.

### Regulador de movimiento del ascensor de eje
El ascensor cuenta con un eje de tran, o bien vías reforzadas de tran las cuales evitan que la caja se salga de su eje, brindando mayor seguridad y menos esfuerzo de reparación a los operarios de algunos ascensores. El tran es un elemento de metal o hierro reforzado en titanio o los mismos elementos excentes de metal o hierro.
Si la cabina continúa acelerándose, el regulador tira con fuerza de su cable, y este activa el mecanismo de seguridad.
En algunos mecanismos especiales se utilizan rodillos o levas de bordes dentados, que se calzan en los rieles guía y detienen la cabina. Otros usan cuñas similares a las zapatas del freno de los automóviles.
Como tal el elevador es un medio de transporte seguro que evita la fatiga y las molestias que implica el hecho de subir y bajar escaleras actualmente, este también es un medio muy favorable para el uso de personas con discapacidades físicas.

## Normativa

### España
En España, los ascensores están regulados por el Real Decreto 2291/1985, de 8 de noviembre, por el que se aprueba el Reglamento de Aparatos de Elevación y Manutención de los mismos. En él se han separado las normas de carácter general de aquellas otras propiamente técnicas más afectadas por el progreso previsible, las cuales están recogidas en las Instrucciones Técnicas Complementarias (ITC).
A partir del 1 de septiembre de 2017, entran en vigor las normas EN 81-20 y En 81-50 mucho más actualizadas y completas, anulando así la normativa anterior. El 13 de abril se publica el Real Decreto 355/2024 por el que se aprueba la Instrucción Técnica complementaria ITC AEM 1 "Ascensores", que regula la puesta en servicio, modificación, mantenimiento e inspección de los ascensores.

## Mantenimiento
El mantenimiento de ascensores según a normativa incluye diferentes coberturas: Estándar, Semi Riesgo y Todo Riesgo. Durante el mantenimiento estándar, que es lo que se considera el mantenimiento básico de carácter obligatorio de un ascensor se abordan 5 puntos fundamentales:
- Revisiones rutinarias.
- Reparación averías que se hayan producido y se reponen las piezas desgastadas.
- Tareas de limpieza, lubricación y engrase de las distintas piezas del elevador.
- Inspecciones a medida que corresponda.
- Modificaciones que la ley obligue a introducir.

Por otro lado, cada 3 o 4 meses se debe de manera obligatoria limpiar el foso, revisar el freno, controlar el nivel de aceite de los motores y maquinarias, revisar posibles fugas y servicios de limpieza en cabina y cuarto de máquinas.
También es necesaria una revisión anual más a fondo.Puntos esenciales que se revisan en un ascensor anualmente:
- Correcto estado de la luz de emergencia, el operador y el estado de patinaje y tensión de los cables.
- Los amarres de contrapeso, los amarres de cabina, el paracaídas y las articulaciones del ascensor.
- Los cables, la polea, los impulsores, detectores, finales de carrera y conmutadores o las fijaciones y el aislamiento de la cabina también son revisados.
- Prueba del paracaídas de seguridad que tienen los ascensores. Se comprueba el buen estado del sistema y se realiza un ensayo de funcionamiento.